# Малаядіграмам-01
Грама Ніладхарі Малаядіграмам-01 (№ 79F) — Грама Ніладхарі підрозділу ОС Саммантурай, округ Ампара, Східна провінція, Шрі-Ланка.

## Демографія
| Населення (2007) | Населення (2007) | Населення (2007) | Населення (2007) | Населення (2007) |
| Населення        | Чоловіки         | Жінки            | Діти             | Дорослі          |
| ---------------- | ---------------- | ---------------- | ---------------- | ---------------- |
| 1582             | 740              | 842              | 743              | 839              |